# Guancha pellucida
Guancha pellucida är en svampdjursart som beskrevs av Rapp 2006. Guancha pellucida ingår i släktet Guancha och familjen Clathrinidae.
Artens utbredningsområde är Norge. Inga underarter finns listade i Catalogue of Life.